# DN 프릭스
DN 프릭스(DN FREECS)는 대한민국의 리그 오브 레전드, 배틀그라운드, 스타크래프트 II, 하스스톤, 크레이지레이싱 카트라이더, FIFA 온라인 4, 워크래프트 III, 3x3 농구, 대전 액션 게임, 리그 오브 레전드: 와일드 리프트 프로게임단으로 과거에는 오버워치 프로게임단을 운영했다. 모기업인 DN그룹은 DN오토모티브를 모체로 한다.

## 개요
2015년 12월 30일 아프리카TV가 '아프리카 프릭스'(Afreeca Freecs)팀 창단을 공식 발표하였으며 2016년 1월 7일 정식 창단식을 개최한다.
LCK에서 활동한 레블즈 아나키 소속 선수들을 영입하였으며 전 CJ 엔투스 감독이었던 강현종을 초대 감독으로 선임하였다.
2016년 1월 23일 스타크래프트 II 프로게임단 스베누를 인수하여 새롭게 스타크래프트 II 종목 팀을 창단했다. 그러나 같은 해 11월 21일 스타크래프트 II 종목 팀은 선수 전원 계약 종료와 동시에 창단 10개월만에 해체를 공식 선언했다.
2021년 12월 21일, 광동제약과 네이밍 스폰서십을 체결하여, 광동 프릭스로 팀명을 변경했다.
2024년 12월 26일, DN그룹과 네이밍 스폰서십을 체결하여, DN 프릭스로 팀명을 변경했다.

## 연혁

### 리그 오브 레전드
- 2016년 1월 7일 : 레블즈 아나키 소속 선수 영입, 아프리카 프릭스 리그 오브 레전드 프로게임단 창단
- 2021년 12월 21일 : 광동제약의 네이밍 스폰 계약 체결에 의해 광동 프릭스로 팀명 변경[3]
- 2024년 12월 26일 : DN그룹과의 네이밍 스폰 계약 체결에 의해 DN 프릭스로 팀명 변경

### 스타크래프트 II
- 2016년 1월 23일 : 스베누 인수, 아프리카 프릭스 스타크래프트 II 프로게임단 창단
- 2016년 11월 21일 : 아프리카 프릭스 스타크래프트 II 프로게임단 해체

### 오버워치
- 2016년 5월 24일 : 아프리카 프릭스 오버워치 프로게임단 창단
- 2016년 8월 15일 : 아프리카TV, MiG의 네이밍 스폰서 지원, 레드와 블루 2팀으로 나누어 운영
- 2017년 7월 11일 : 아프리카 프릭스 레드 해체
- 2017년 11월 4일 : 아프리카 프릭스 블루 해체

### 배틀그라운드
- 2018년 3월 5일 : 아프리카 프릭스 배틀그라운드 프로게임단 정식 창단
  - 아레스와 페이탈 2팀으로 나누어 운영
- 2019년 12월 : 아프리카 프릭스 1팀으로 통합
- 2021년 12월 21일 : 광동제약의 네이밍 스폰 계약 체결에 의해 광동 프릭스로 팀명 변경[3]

### 카트라이더
- 2018년 상반기 : 아프리카 프릭스 위너, 프로페셔널 2팀으로 나누어 운영
- 2018년 하반기 : 아프리카 플레임 1팀으로 통합
- 2019년 1월 5일 : 플레임으로 팀명 변경
- 2019년 8월 12일 : 아프리카 프릭스 카트라이더 프로게임단 창단
- 2021년 12월 21일 : 광동제약의 네이밍 스폰 계약 체결에 의해 광동 프릭스로 팀명 변경[3]
- 2023년 1월 6일 : 크레이지레이싱 카트라이더에서 카트라이더: 드리프트로 종목 변경

### 와일드 리프트
- 2021년 12월 23일 : 아프리카 프릭스 와일드 리프트 프로게임단 창단[4]
- 2022년 중 : 광동 프릭스로 팀명 변경 예정

## 주요 성적

### 리그 오브 레전드

#### 1군
- 2014년 6월 핫식스 리그 오브 레전드 챔피언스 서머 2014 2차 예선
- 2014년 7월 아이티엔조이 NLB 서머 2014 12강
- 2015년 2월 리그 오브 레전드 챌린저스 코리아 스프링 2015 1차 토너먼트 우승
- 2015년 3월 리그 오브 레전드 챌린저스 코리아 스프링 2015 2차 토너먼트 16강
- 2015년 8월 스베누 리그 오브 레전드 챔피언스 코리아 서머 2015 8위
- 2015년 11월 네이버 2015 LoL KeSPA컵 8강
- 2016년 4월 롯데 꼬깔콘 리그 오브 레전드 챔피언스 코리아 스프링 2016 5위
- 2016년 8월 코카콜라 제로 리그 오브 레전드 챔피언스 코리아 서머 2016 5위
- 2016년 11월 2016 LoL KeSPA컵 12강
- 2017년 4월 리그 오브 레전드 챔피언스 코리아 스프링 2017 5위
- 2017년 8월 리그 오브 레전드 챔피언스 코리아 서머 2017 5위
- 2017년 11월 2017 LoL KeSPA컵 12강
- 2018년 4월 리그 오브 레전드 챔피언스 코리아 스프링 2018 준우승
- 2018년 8월 리그 오브 레전드 챔피언스 코리아 서머 2018 3위
- 2018년 10월 리그 오브 레전드 월드 챔피언십 2018 8강
- 2018년 12월 2018 LoL KeSPA컵 8강
- 2019년 3월 스무살우리 리그 오브 레전드 챔피언스 코리아 스프링 2019 8위
- 2019년 8월 우리은행 리그 오브 레전드 챔피언스 코리아 서머 2019 5위
- 2020년 1월 2019 LoL KeSPA컵 울산 우승 (VS 리브 샌드박스 3-0)
- 2020년 4월 우리은행 리그 오브 레전드 챔피언스 코리아 스프링 2020 6위
- 2020년 8월 우리은행 리그 오브 레전드 챔피언스 코리아 서머 2020 4위
- 2020년 12월 2020 LoL KeSPA컵 울산 A조 5위
- 2021년 4월 리그 오브 레전드 챔피언스 코리아 스프링 2021 9위
- 2021년 8월 리그 오브 레전드 챔피언스 코리아 서머 2021 6위
- 2022년 3월 2022 리그 오브 레전드 챔피언스 코리아 스프링 4위
- 2022년 8월 2022 리그 오브 레전드 챔피언스 코리아 서머 7위

#### 2군
- 2021년 3월 LCK 챌린저스 리그 스프링 2021 10위
- 2021년 8월 LCK 챌린저스 리그 서머 2021 준우승
- 2021년 12월 2021 LoL KeSPA컵 울산 16강

### 스타크래프트 II
- 2016년 3월 21일 SK텔레콤 스타크래프트 II 프로리그 2016 1라운드 4위
- 2016년 5월 16일 SK텔레콤 스타크래프트 II 프로리그 2016 3라운드 4위
- 2016년 8월 15일 SK텔레콤 스타크래프트 II 프로리그 2016 통합 4위

### 오버워치

#### 아프리카 프릭스 블루
- Nexus Cup - Recall Season 우승
- Nexus Cup - China-Korea Training Tournament 준우승
- 오버워치 APAC PREMIER 8강
- 인텔 오버워치 APEX 시즌 1 준우승
- IEM Season XI - Gyeonggi 4강
- Nexus Cup - 2016 Grand Finals 3위
- 오버워치 HOT6 APEX 시즌 2 8강
- 오버워치 HOT6 APEX 시즌 3 3위
- 오버워치 APAC Premier 2017 4강

#### 아프리카 프릭스 레드
- Nexus Cup - China-Korea Training Tournament 3위
- HOT6 오버워치 APEX Challengers 시즌 1 준우승
- HOT6 오버워치 APEX Challengers 시즌 2 5위
- 오버워치 HOT6 APEX 시즌 2 16강

### 배틀그라운드

#### 아프리카 프릭스 아레스
- 2018년 5월 5일 아프리카TV PUBG 리그 시즌 1 4위
- 2018년 5월 19일 PUBG 서바이벌 시리즈 시즌 1 7위
- 2018년 6월 18일 PUBG 서바이벌 시리즈 시즌 2 18위
- 2018년 6월 30일 아프리카TV PUBG 리그 시즌 2 6위
- PUBG 코리아 리그 2018 시즌 1 4위
- 2018년 8월 22일 서울컵 OGN 슈퍼매치 2018 크레센트 Day 3 우승
- 2018년 8월 26일 서울컵 OGN 슈퍼매치 2018 메인 매치 준우승
- 2018년 12월 1일 KT 10기가 인터넷 PUBG 코리아 리그 2018 하반기 14위

#### 아프리카 프릭스 페이탈
- 2018년 5월 5일 아프리카TV PUBG 리그 시즌 1 7위
- 2018년 5월 19일 PUBG 서바이벌 시리즈 시즌 1 10위
- 2018년 7월 7일 PUBG 서바이벌 시리즈 시즌 2 17위
- PUBG 코리아 리그 2018 시즌 1 18위
- 2018년 10월 26일 KT 10 기가 인터넷 PUBG 코리아 리그 2018 하반기 4주차 우승
- 2018년 11월 9일 KT 10기가 인터넷 PUBG 코리아 리그 2018 하반기 6주차 우승
- 2018년 11월 19일 KT 10기가 인터넷 PUBG 코리아 리그 2018 하반기 정규 시즌 우승
- 2019년 2월 17일 아시아 퍼시픽 프레더터 리그 2019 우승
- 2019년 3월 23일 2019 핫식스 PUBG 코리아 리그 페이즈 1 준우승
- 2019년 4월 22일 페이스잇 글로벌 서밋: PUBG 클래식 14위
- 2019년 6월 29일 2019 핫식스 PUBG 코리아 리그 페이즈 2 7위
- 2019년 10월 12일 2019 핫식스 PUBG 코리아 리그 페이즈 3 3위
- 2019년 11월 17일 PUBG 글로벌 챔피언십 2019 19위

#### 아프리카 프릭스
- 2019년 12월 22일 서울컵 OGN 슈퍼매치 2019 우승
- 2020년 1월 19일 인텔 배틀그라운드 스매시컵 2020 8위
- 2020년 5월 9일 배틀그라운드 스매시컵 2020 시즌 2 15위
- 2020년 9월 9일 PUBG 컨티넨털 시리즈 2 아시아 10위
- 2020년 11월 20일 PUBG 컨티넨털 시리즈 3 아시아 6위
- 2020년 12월 9일 배틀그라운드 스매시컵 2020 시즌 3 3위
- 2020년 12월 13일 아프리카TV PUBG 리그 윈터 시즌 2020 9위
- 2021년 1월 24일 PUBG 위클리 시리즈 동아시아 2021 프리 시즌 우승
- 2021년 3월 28일 PUBG 글로벌 인비테이셔널 S 2021 13위
- 2021년 4월 10일 아시아 퍼시픽 프레데터 리그 2020-21 아시아 4위
- 2022년 4월 10일 2022 펍지 위클리 시리즈: 동아시아 페이즈 1 우승

### 크레이지레이싱 카트라이더

#### 팀전
- 2019 KT 5G 멀티뷰 카트라이더 리그 시즌 2 3위
- 2020 SKT JUMP 카트라이더 리그 시즌 1 3위
- 2020 SKT 5GX JUMP 카트라이더 리그 시즌 2 4위
- 2021 신한은행 헤이영 카트라이더 리그 시즌 1 4위
- 2021 신한은행 헤이영 카트라이더 리그 시즌 2 3위
- 2021 신한은행 헤이영 카트라이더 리그 수퍼컵 3위
- 2022 신한은행 헤이영 카트라이더 리그 시즌 1 준우승
- 2022 신한은행 헤이영 카트라이더 리그 시즌 2 준우승

#### 개인전
- 2019 KT 5G 멀티뷰 카트라이더 리그 시즌 2 5위 (유영혁)
- 2020 SKT JUMP 카트라이더 리그 시즌 1 5위 (유영혁)
- 2020 SKT JUMP 카트라이더 리그 시즌 1 6위 (전대웅)
- 2020 SKT JUMP 카트라이더 리그 시즌 1 19위 (정승하)
- 2020 SKT JUMP 카트라이더 리그 시즌 1 24위 (최윤서)
- 2020 SKT 5GX JUMP 카트라이더 리그 시즌 2 8위 (유영혁)
- 2020 SKT 5GX JUMP 카트라이더 리그 시즌 2 11위 (최윤서)
- 2020 SKT 5GX JUMP 카트라이더 리그 시즌 2 15위 (김기수)
- 2021 신한은행 헤이영 카트라이더 리그 시즌 1 12위 (김기수)
- 2021 신한은행 헤이영 카트라이더 리그 시즌 1 17위 (유영혁)
- 2021 신한은행 헤이영 카트라이더 리그 시즌 1 27위 (홍승민)
- 2021 신한은행 헤이영 카트라이더 리그 시즌 2 4위 (노준현)
- 2021 신한은행 헤이영 카트라이더 리그 시즌 2 10위 (유영혁)
- 2021 신한은행 헤이영 카트라이더 리그 시즌 2 18위 (임재원)
- 2021 신한은행 헤이영 카트라이더 리그 시즌 2 24위 (장건)
- 2021 신한은행 헤이영 카트라이더 리그 수퍼컵 16위 (노준현)
- 2022 신한은행 헤이영 카트라이더 리그 시즌 1 3위 (송용준)
- 2022 신한은행 헤이영 카트라이더 리그 시즌 1 4위 (이재혁)
- 2022 신한은행 헤이영 카트라이더 리그 시즌 1 5위 (노준현)
- 2022 신한은행 헤이영 카트라이더 리그 시즌 1 13위 (유영혁)
- 2022 신한은행 헤이영 카트라이더 리그 시즌 2 준우승 (이재혁)
- 2022 신한은행 헤이영 카트라이더 리그 시즌 2 14위 (유영혁)

### 카트라이더: 드리프트

#### 팀전
- 카트라이더: 드리프트 리그 프리시즌 1 우승

#### 개인전
- 카트라이더: 드리프트 리그 프리시즌 1 우승 (Zzz)
- 카트라이더: 드리프트 리그 프리시즌 1 5위 (DogWorld)
- 카트라이더: 드리프트 리그 프리시즌 1 10위 (SUNGBIN)
- 카트라이더: 드리프트 리그 프리시즌 1 19위 (SPEAR)

## 소속 선수

### 리그 오브 레전드

#### 1군
- 감독 : 정민성
- 코치 : 정명훈 손민혁

| 이름   | 소환사명  | 포지션 | 비고 |
| ------ | --------- | ------ | ---- |
| 이동주 | DuDu      | 탑     |      |
| 홍창현 | Pyosik    | 정글   |      |
| 이태영 | BuLLDoG   | 미드   |      |
| 김민철 | Berserker | AD캐리 |      |
| 김정민 | Life      | 서포터 |      |

#### 2군
- 감독 : (공석)
- 코치 : 김창성 양현민

| 이름   | 소환사명 | 포지션  |
| ------ | -------- | ------- |
| 한정흠 | Lancer   | 탑      |
| 방문영 | DDoiV    | 정글    |
| 이종혁 | Pungyeon | 미드    |
| 김진영 | Slayer   | AD 캐리 |
| 손정환 | Quantum  | 서포터  |
| 강민우 | Minous   | 서포터  |

### 와일드 리프트
- 감독 : 서혁진
- 코치 : 장형준

| 이름   | 소환사명 | 포지션 | 비고 |
| ------ | -------- | ------ | ---- |
| 박주민 | Maru     | 탑     |      |
| 정다현 | Dani     | 탑     |      |
| 김대현 | Zeki     | 정글   |      |
| 최성철 | ChoiR    | 미드   |      |
| 김우진 | Acrobat  | 바텀   |      |
| 노윤호 | Noth     | 서포터 | 주장 |

### 배틀그라운드
- 감독 : 권수현
- 코치 : 최원표

| 이름   | 아이디 | 비고 |
| ------ | ------ | ---- |
| 김동준 | LashK  | 주장 |
| 노태영 | EEND   |      |
| 김동환 | Hikari |      |
| 임광현 | Akad   |      |

### 스타크래프트 II
| 이름   | 아이디    | 종족     |
| ------ | --------- | -------- |
| 전태양 | TY        | 테란     |
| 박수호 | DongRaeGu | 저그     |
| 박진혁 | Armani    | 저그     |
| 어윤수 | soO       | 저그     |
| 김대엽 | Stats     | 프로토스 |

### 카트라이더
- 감독: 최대섭

| 이름   | 아이디  | 포지션        | 비고 |
| ------ | ------- | ------------- | ---- |
| 이재혁 | Cool    | 하이브리드    |      |
| 노준현 | World   | 스피드 에이스 |      |
| 배성빈 | SUNGBIN | 하이브리드    |      |
| 이홍일 | Hong    |               |      |

### FIFA 온라인 4
- 감독 : 안태은
- 선수
  - 강준호 (AF강준호)
  - 박준효 (AF박준효)
  - 최호석 (AF최호석)
  - 정성민 (KDF정성민)

### 하스스톤
- 심규성 (Pegasos)
- 박민균 (soga)
- 정한결 (샹하이)

### 워크래프트 III
- 정호욱 (Sok)

### 대전 액션 게임
- 이선우 (INFILTRATION)
- 김재현 (CherryBerryMango)

## 참조
1. ↑  아프리카TV, e스포츠 투자 크게 늘린다. 스포츠경향. 2017년 1월 12일.
2. ↑  “아프리카TV, 프로게임단 ‘아프리카 프릭스’ 창단... 구 아나키 멤버 영입”. 엑스포츠뉴스. 2015년 12월 30일. 2015년 12월 30일에 확인함.
3. 1 2 3  “아프리카, 광동제약과 맞손...2022시즌부터 '광동 프릭스'로 활동”. 2021년 12월 21일. 2021년 12월 21일에 확인함.
4. ↑  “2022 WCK 프리시즌 인비테이셔널, 27일 개막”. 2021년 12월 23일에 확인함.